# Food Standards Agency
A Food Standards Agency (FSA) ou Agência de Normas Alimentares do Reino Unido é um departamento governamental dependente do Parlamento do Reino Unido, criada em 2000 e responsável pela proteção da saúde pública relacionada com os alimentos, dirigida por un diretório orientado a atuar na proteção do bem-estar comum. Seu escritório principal está situado em Londres, com escritórios regionais na Escócia, Gales e Irlanda do Norte.

## Ligações extarnas
- Food Standards Agency - Página oficial da agência. (em inglês)
- The Food Standards Agency - Arquivos (em inglês)